# Chamaecrista pilosa
Chamaecrista pilosa är en ärtväxtart som först beskrevs av Carl von Linné, och fick sitt nu gällande namn av Edward Lee Greene. Chamaecrista pilosa ingår i släktet Chamaecrista och familjen ärtväxter.

## Underarter
Arten delas in i följande underarter:
- C. p. luxurians
- C. p. pilosa